# Стоян, Александр Николаевич
Стоян Александр Николаевич (укр. Стоян Олександр Миколайович; род. 2 мая 1943, поселок Дедовск Истринский район Московская область) — народный депутат Украины II—VII созывов. Украинский профсоюзный деятель, историк, преподаватель истории, педагог.
С ноября 1992 по январь 2005 — председатель Федерации профсоюзов Украины , доктор исторических наук (1990), профессор (2001).

## Семья
Родился 2 мая 1943 года в посёлке Дедовск Истринского района Московской области (Россия). Национальность — украинец.
- Супруга — Коханова Оксана Леонидовна (1953), кандидат исторических наук, доцент Национального педагогического университета им. М. Драгоманова. Двое детей.

## Образование
В 1969 году окончил Донецкий государственный университет (историк, преподаватель истории).
В 1974 году защитил кандидатскую диссертацию «Деятельность вузовских партийных организаций Украины по воспитанию коммунистической сознательности студенческой молодёжи (1966—1970)» (Донецкий государственный университет)
В 1990 году защитил докторскую диссертацию «Идейно-политическое воспитание студенческой молодежи в 1960-80-х гг.: опыт, проблемы, пути обновления (по материалам партийных организаций Украины)» (Киевский университет им. Т. Шевченко).

## Профессиональная и общественная деятельность
1960—1961 — ученик слесаря строительного треста комбината «Сталинуголь»
1961—1962 — рабочий шахты № 40 (г. Горняк Донецкой области)
1962—1965 — служба в рядах Советской армии
1965—1971 — студент, секретарь комитета комсомола Донецкого государственного университета
1971—1982 — аспирант, ассистент, старший преподаватель, доцент Донецкого государственного университета
1982—1985 — доцент Института повышения квалификации преподавателей общественных наук при Киевском государственном университета им. Т. Шевченко
1985—1987 — начальник отдела коммунистического воспитания Министерства высшего образования УССР
1987—1992 — старший научный сотрудник, доцент, профессор кафедры, глава профкома Института повышения квалификации преподавателей общественных наук при Киевском государственном университете им. Т .Шевченко
1992 год — старший консультант по связям с общественными организациями Администрации Президента Украины Леонида Кравчука.
Ноябрь 1992 — январь 2005 — председатель Федерации профсоюзов Украины.

## Депутатская деятельность
Апрель 1994 — апрель 1998 — Народный депутат Украины 2-го созыва. Шаргородский избирательный округ № 62 Винницкой области (1-й тур: 22,22 %, 2-й тур: 54,99 %.). Член Комитета по вопросам социальной политики и труда. Член группы «Конституционный центр».
Март 1998 — апрель 2002 — Народный депутат Украины 3-го созыва. Выдвигался от Всеукраинской партии труда (№ 1 в списке, 0,79 %). Избран по избирательному округу № 18 Винницкая область (38,1 %) . Глава подкомитета по вопросам труда и занятости Комитета по вопросам социальной политики и труда (с июля 1998). Член фракции СДПУ(о) (май 1998 — февраль 2000), член группы «Солидарность» (февраль 2000 — апрель 2002).
Апрель 2002 — апрель 2006 — Народный депутат Украины 4-го созыва от Блока Ющенко «Наша Украина» (№ 2 в списке). Член Партии регионов (с марта 2005). Глава подкомитета по вопросам труда, занятости и заработной платы Комитета по вопросам социальной политики и труда (с июня 2002). Член фракции «Наша Украина» (май — декабрь 2002), вне фракций (октябрь — 27 декабря 2002), член фракции «Регионы Украины» (декабрь 2002 — сентябрь 2005), член фракции Партии регионов «Регионы Украины» (с сентября 2005).
Апрель 2006 — апрель 2007 — Народный депутат Украины 5-го созыва от Партии Регионов (№ 23 в списке). Глава подкомитета по вопросам социальной защиты и социальных гарантий, уровня жизни и возврата сбережений населению Комитета по вопросам социальной политики и труда (с июля 2002). Член фракции Партии регионов (май 2006 — апрель 2007).
Ноябрь 2007 — ноябрь 2012 Народный депутат Украины 6-го созыва от Партии регионов (№ 24 в списке). Глава подкомитета по вопросам социальной защиты и социальных гарантий, уровня жизни и возврата сбережений населению Комитета по вопросам социальной политики и труда (с декабря 2002). Член фракции Партии регионов (с ноября 2007).
Декабрь 2012 — ноябрь 2014 Народный депутат Украины 7-го созыва от Партии регионов (№ 72 в списке). Заместитель Председателя Комитета Верховной Рады Украины по вопросам социальной политики и труда. Член фракции Партии регионов (декабрь 2012 — 22 февраля 2014), член группы «Экономическое развитие» (с 14 марта 2014). Член счётной комиссии ВР.
За участие в принятии законов 16 января 2014 года против Стояна после ухода из парламента возбуждено уголовное дело по ч. 2 ст. 364 (злоупотребление властью или служебным положением) и ч. 2 ст. 366 (служебный подлог) УК Украины.

## Участие в госкомиссиях и советах
Февраль 1997 — апрель 2000 — член Комиссии по государственным наградам Украины при Президенте Украины
Сентябрь 1997 — июль 2000 — член Национального совета по вопросам качества при Президенте Украины
Сентябрь 1998 — декабрь 1999 — член Координационного совета по вопросам внутренней политики
Апрель 2000 — август 2003 — член Комиссии государственных наград и геральдики
С марта 2003 — член Государственной комиссии по вопросам стратегии экономики и социального развития

## Награды
- Почётный серебряный значок ЗКП «За заслуги перед профдвижением» (1998).
- Почётная грамота Кабинета Министров Украины (апрель 1998, апрель 2003).
- Орден «За заслуги» III степени (май 1998)[11],
- Орден «За заслуги» II степени (Украина) (апрель 2003)[12],
- Орден «За заслуги» I степени (Украина) (август 2011)[13].
- Орден Святого Равноапостольного князя Владимира Великого (1998).
- Орден князя Ярослава Мудрого V ст. (27 июня 2013) — за значительный личный вклад в государственное строительство, социально-экономическое, научно-техническое, культурно-образовательное развитие Украины, весомые трудовые достижения и высокий профессионализм[14]